# Paolo Cannavaro
Paolo Cannavaro (Nàpols, 26 de juny de 1981, és un futbolista italià que juga com a defensa central. És el germà petit de Fabio Cannavaro. Es va formar als equips juvenils de la SSC Napoli. Després de passar pel Parma FC i el Verona, el 2006, va firmar un contract de 5 anys amb la SSC Napoli. El seu número de dorsal és el 28, que va heretar del seu germà.

## Carrera
Paolo Cannavaro va debutar la temporada 1998/1999, als 17 anys, amb la samarreta del SSC Napoli (l'equip de la seva ciutat) a la Serie B (2a Divisió Italiana). A l'any següent va ser fitxat pel Parma FC, on va coincidir amb el seu germà gran. Aquella mateixa temporada, va debutar a la Serie A al partit Parma-Lecce (4-1), el 14/05/2000, entrant com a substitut del seu germà.
Durant les seves dues temporades al Parma FC, no acaba de trobar el seu lloc i se'n va cedit al Verona, aconsegueix jugar 24 partits i marcar 1 gol, el seu primer gol a la Serie A.
A l'any següent se'n torna al Parma FC, on passà dues temporades més a la banqueta (2002/2003 i 2003/2004), desconsiderat per part de l'entrenador Claudio Prandelli.
A la temporada 2004/2005, Pietro Carmignani confia en ell, després de la crisi Parmalat (i per les conseqüències la crisi del Parma Calcio) i la falta d'alternatives, el fa tornar a la defensa.
Durant la temporada 2005/2006, va jugar 24 partits i va marcar 3 gols. Al final de la temporada, Paolo va firmar un contracte de 5 anys que el fa tornar de nou a l'equip del seu cor, la SSC Napoli.
Durant la seva temporada amb la SSC Napoli, ha marcat ja 3 magnífics gols. Un a la Copa italiana, en una rematada espectacular al SSC Napoli - Juventus FC, i dos a la lliga, un contra el Spezia i un altre contra la Triestina.
| Serie | Temporada | Equip      | Partits | Gols |
| ----- | --------- | ---------- | ------- | ---- |
| B     | 98/99     | SSC Napoli | 2       | 0    |
| A     | 99/00     | Parma FC   | 1       | 0    |
| A     | 00/01     | Parma FC   | 4       | 0    |
| A     | 01/02     | Verona     | 24      | 1    |
| B     | 02/03     | Parma FC   | 14      | 0    |
| A     | 03/04     | Parma FC   | 16      | 0    |
| A     | 04/05     | Parma FC   | 28      | 1    |
| A     | 05/06     | Parma FC   | 29      | 3    |
| B     | 06/07     | SSC Napoli | 28      | 2    |

## Selecció Nacional Italiana

### Selecció Sub-21
Paolo Cannavaro debuta amb la Selecció Sub21 el 12 de febrer de 2002 en un partit amistós previ a la classificació per l'europeu Sub-21 del 2002, contra els Estats Units, partit que van guanyar els italians per 2 a 0. Durant la classificació, Cannavaro, disputa tots els partits de la lligueta i aconsegueix ser a la fase final del campionat europeu. El 17 de maig de 2002, comencen els Europeus de Futbol Sub 21 del 2002 i la selecció italiana empata al debut 1-1 contra Portugal. Al partit següent els italians es veuen les cares amb Anglaterra i guanyen per 2 a 1. Arribats a aquest punt, només fa falta un empat amb Suïssa per ser a les semifinals. El partit contra Suïssa acaba 0-0. A la semifinal Itàlia es creua amb la República Txeca. Un partit molt maco, guanyat al temps afegit per 3 a 2. Tot i haver ajudat la selecció a classificar-se, Cannavaro no pot jugar finalment l'europeu pel límit d'edat. Així acaba aquesta experiència amb un total de 23 presències.

### Selecció Absoluta
El 12 d'octubre del 2007, Paolo Cannavaro, rep la seva primera convocació amb la selecció absoluta per a jugar l'amistós contra Sud-àfrica, però, finalment no va jugar cap minut.

## Palmarès
| Títol              | Club     | País   | Any     |
| ------------------ | -------- | ------ | ------- |
| Copa d'Itàlia      | Parma FC | Itàlia | 1998-99 |
| Supercopa d'Itàlia | Parma FC | Itàlia | 1999    |
| Copa d'Itàlia      | Parma FC | Itàlia | 2000-01 |

## La seva passió
Paolo ha confessat tenir dos amors futbolístics, la SSC Napoli i el Parma FC.

## Curiositats
- Està casat des del 18 de juny del 2003 amb Cristina Martino i té dos fills, Manuel, nascut el 2002 i Adrià, nascut el 2004.
- Porta 5 tatuatges: el nom dels seus fills, un al braç dret i l'altre al braç esquerre, dos sols, un a l'espatlla esquerra i l'altre a la cuixa de la cama esquerra i una àliga a l'espatlla dreta.
- Les botes que fa servir per entrenar i jugar, duen el nom dels seus fills, al peu dret porta Adrian i a l'esquerre Manuel.
- Ha participat en la campanya publicitària de la firma Bikkembergs, que fabrica roba esportiva i ulleres de sol, durant la col·lecció Tardor-Hivern i Primavera-Estiu 2005/2006.